# カイレポン
カイレポン（カイレポーン、カイレフォン、希: Χαιρεφῶν）は、古代ギリシアのアテナイの市民。哲学者ソクラテスの友人・弟子の1人で、熱烈な信奉者。
プラトンやクセノポンの著作で言及されている他、喜劇作家アリストパネスの作品でも登場させられており、ソクラテスと共に滑稽に描かれている。
プラトンの『ソクラテスの弁明』では、カイレポンがデルポイの神託所に赴いた際に、「ソクラテスより賢い（知恵のある）者はいるか」を尋ね「いない」と答えられたことを、ソクラテスに告げたことで、彼の愛知（哲学）人生のきっかけを作ったことが述べられている。また、同箇所では、カイレポンが民主派であり、三十人政権下では他の民主派と共に外国に亡命していたこと、激情的な性格であること、ソクラテスの裁判（紀元前399年）の時点では既に死んでおり、弟のカイレクラテスのみが支援者として出席していたことなどが述べられている。
プラトンの他の著作では、『カルミデス』と『ゴルギアス』に、話者として登場させられている。
クセノポンの著作では、『ソクラテスの思い出』の第1巻第2章にて、ソクラテスの親友として、クリトン、弟カイレクラテス、（富豪カリアス3世の異父弟である）ヘルモゲネス、（プラトンの『パイドン』の登場人物として有名な）シミアス、ケベス等と共に、名前が挙げられている。また第2巻第3章では、ソクラテスがカイレポン、カイレクラテス兄弟の仲違いを仲裁し、弟カイレクラテスに歩み寄るよう諭した話が記されている。
アリストパネスの作品では、『雲』『鳥』等にソクラテスの仲間として登場させられており、痩せた青白い人物で、「コウモリ」「夜の子」などと揶揄されていたことが分かる。